# Десмонд Туту
Де́смонд Мпіло Ту́ту (англ. Desmond Mpilo Tutu, 7 жовтня 1931, Клерксдорп, Трансвааль, Південно-Африканська Республіка — 26 грудня 2021) — південноафриканський активіст і священнослужитель, у 1980-х виступав проти політики апартеїду. Туту став першим південноафриканським архієпископом англіканської церкви в Кейптауні та примасом Церковної провінції Південної Африки (нині: Англіканська Церква Південної Африки), а 1984 — другим південноафриканцем, якого нагородили Нобелівською премією миру. Серед інших його нагород: Премія Альберта Швейцера за Гуманітарну Допомогу 1986, Премія миру ім. Ґанді 2005 року і Президентська медаль Свободи 2009 року. Туту очолив Комісію Правди і Примирення. Як захисник прав людини, використовує високий статус своєї кампанії для боротьби за права пригноблених; одночасно боровся зі СНІДом, туберкульозом, гомофобією, бідністю і расизмом. Туту також видав кілька збірок своїх промов і висловлювань.

## Біографічні відомості

### Ранні роки
Десмонд Мпіло Туту народився 7 жовтня 1931 в Клерксдорпі, Трансвааль, як єдиний син Закерії Зіліло Туту та його дружини Алетти — і другий із трьох дітей. Його батько був учителем, а мати прибиральницею та куховаркою у школі для сліпих. Коли йому було дванадцять, сім'я переїхала в Йоганнесбург, де він познайомився з Тревором Хаддлстоном, парафіяльним священником у чорних нетрях Софіятауну. «Одного дня, — сказав Туту, — я стояв на вулиці з матір'ю, коли білий чоловік в одязі священника пройшов мимо — і зняв шапку перед моєю матір'ю. Я не міг повірити своїм очам: біла людина, яка привіталася з чорною жінкою робітничого класу!»

### Школи й університети
Хоч у молодого Десмонда було бажання стати лікарем, родина Туту не могла оплатити йому навчання — і він пішов стопами батька-учителя. Навчався в Преторійському Банту педінституті (англ. Praetoria Bantu Normal School) з 1951 до 1953; закінчивши навчання, став учителем у Йоганнесбурзькій Банту середній школі (англ. Johannesburg Bantu High School) та в Середній школі «Мунсіенвілл» (англ. Munsienville High School) у Моґале-Сіті. Проте на знак протесту проти неприйнятних освітніх перспектив для чорних жителів Південної Африки після прийняття «Акту про освіту Банту», Туту подав у відставку, записався на богослов'я в Коледжі Св. Петра у Росеттенвіллі — і, йдучи по стопах Тревора Хаддлстона, свого наставника та колеги-активіста, був висвячений 1960 року в сан англіканського священника.

### Богослов'я й праця на церковній ниві

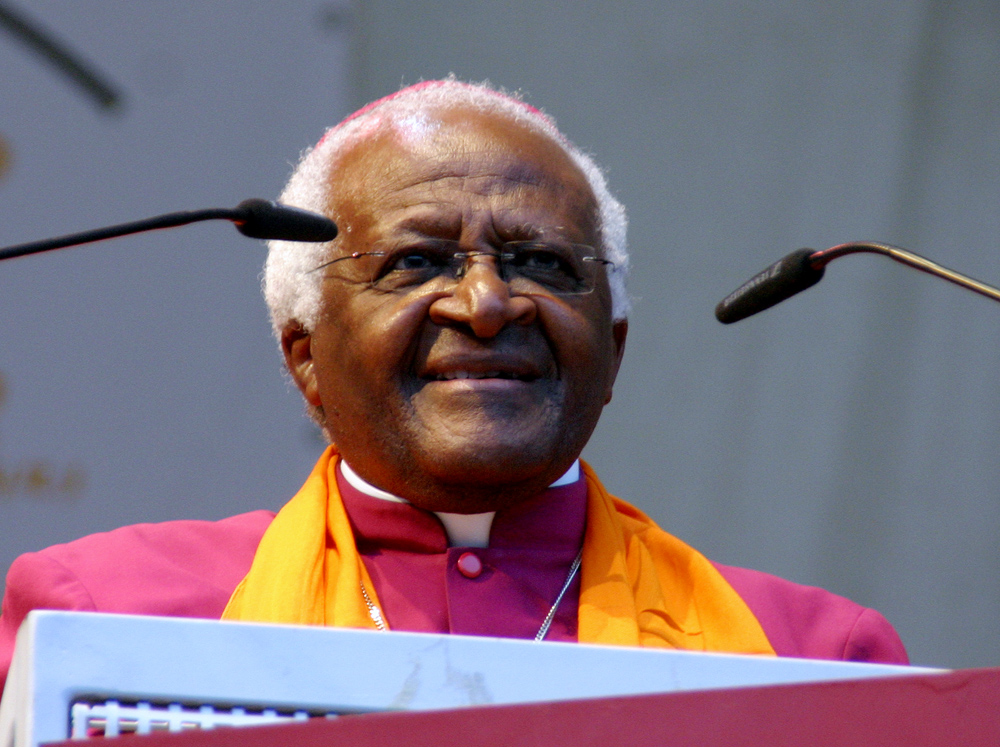
2007

Туту згодом вирушив до Лондонського Королівського Коледжу (1962—1966), у якому здобув ступені бакалавра та магістра богослов'я. У студентські роки тимчасово працював священником: спершу в церкві Святого Олбанса в Голдерс Грін, а потім у церкві Святої Марії в Блетчінглі, графство Суррей. Повернувшись до Південної Африки, від 1967 до 1972 року використовував свої лекції з метою привернення уваги до обставин життя африканського населення. Свого часу він написав листа прем'єр-міністру Бальтазару Йоханнесу Форстеру, у якому описав ситуацію в Південній Африці як «порохову бочку, що зможе вибухнути в будь-який момент», — та лист залишився без відповіді. 1967 року Туту став капеланом в одному з небагатьох вищих навчальних закладів якісної освіти для темношкірих студентів у південній частині Африки та відомим як «вогнищем інакомислення» — в Університеті Форт-Хар; з 1970 до 1972 року — викладачем у Національному університеті Лесото.
Рано в житті Туту зіткнувся з важким завданням: зберігати рівновагу, висловлюючи невдоволення поводженням із чорними — та очолювати парафію, яка складалася переважно з білих парафіян. Він чергував шарм з проблемами, звертаючись до парафіян європейського походження та нагадуючи їм, що саме пережили були їхні предки в британських концтаборах. На подив темношкірим лідерам, Туту терпляче вівся з наступником Форстера, Пітером Віллемом Бота, пояснюючи, що навіть Мойсей продовжував переговори з фараоном. Проте білі ліберали заметушилися, коли Туту почав закликати до бойкоту південноафриканських товарів.
1972 року повернувся до Великої Британії, де його призначено заступником директора Богословського Освітнього Фонду та Всесвітньої Ради Церков, у Бромлі, Кент. Згодом, коли повернувся до Південної Африки 1975 року, його призначено деканом англіканського собору Св. Марії в Йоганнесбурзі — уперше «чорний» зайняв подібне церковне становище.

### Особисте життя
Туту одружився 2 липня 1955 року з учителькою Нормалайзо Лі Шензейн, з якою зустрівся в коледжі. У них народилося четверо дітей: Тревор Тамсанка Туту, Тереза Тандека Туту, Наомі Нонтомбі Туту і Мпхо Андреа Туту, — і всі відвідували школу Уотерфорд Камхлаба у Свазіленді.
Його син, Тревор Туту, заподіяв вибухову паніку в Аеропорту Східного Лондона 1989 року та був заарештований. 1991 року був визнаний винним у порушенні Закону про цивільну авіацію, помилково стверджуючи, що в нього була бомба на борту літака Південноафриканських авіаліній. Через паніку було затримано Йоганнесбурзькі рейси більше ніж на три години, що коштувало Південноафриканським авіалініям 28,000 рендів. 1993 року у нього мав початись термін арешту у в'язниці, проте він не здався владі. Зрештою, його заарештували в Йоганнесбурзі у серпні 1997 року. Він попросив амністію в Комісії істини і примирення, яка надала її 1997 року. Потім його звільнили з в'язниці Гудвуді в Кейптауні, де він відбував покарання тривалістю три з половиною роки позбавлення волі після винесення судом у східній частині Лондона відмови надати йому свободу під заставу.
Його донька, Наомі Туту, заснувала Фонд Туту для розвитку та допомоги у Південній Африці, що базується в м. Гартфорд, штат Коннектикут. Вона пішла слідами свого батька та стала правозахисницею і зараз працює координатором програми Інституту расових відносин в Університеті Фіска, в Нешвіллі, штат Теннессі.
Інша донька, Мпхо Андреа Туту, була висвячена в сан Єпископальної церкви своїм батьком 2004 року. Вона також є засновницею та виконавчим директором Інституту Туту для Молитви і Паломництва і головою правління Глобального Альянсу щодо СНІДу.
1997 року Туту було поставлено діагноз раку простати — і він пройшов успішне лікування в США. Згодом він став основним патроном Південноафриканського фонду раку простати, який було створено 2007 року.

## Роль Туту під час апартеїду
1976 року бунт у районі Совето в Йоганнесбурзі проти використання урядом мови африкаанс як обов'язкової у викладанні в школах перетворився на масове повстання чорного населення проти апартеїду. Відтоді Туту підтримував економічний бойкот своєї країни. Він рішуче виступав проти політики «конструктивного діалогу» адміністрації Рейгана в Сполучених Штатах, яка підтримувала «дружнє переконання». Туту натомість підтримував скорочення капіталовкладень, яке хоча і вдарило б найбільше та відчутно по бідних, примусило б уряд розглянути реформи. 1985 року в США і Великій Британії (два основних інвестори Південної Африки) зупинили всі інвестиції. Таким чином скорочення капіталовкладень досягло успіху, внаслідок чого вартість ренда занурилася більш ніж на 35 відсотків та тиск на уряд посилився. Туту використав ці переваги та організував мирні марші на вулицях Кейптауна, у яких взяли участь більш ніж 300 000 осіб. Це був поворотний момент: упродовж кількох місяців Нельсон Мандела був звільнений із в'язниці, і система апартеїду почала руйнуватись.
Туту був єпископом Лесото від 1976 до 1978 року, коли він став Генеральним секретарем Південно-Африканської Ради Церков. З цієї позиції, він зміг продовжити свою роботу щодо боротьби з апартеїдом за згодою майже всіх церков. У своїх творах і лекціях в ПАР чи за кордоном Туту послідовно виступав за примирення між усіма сторонами, які брали участь у апартеїді. Він часто порівнював апартеїд з нацизмом і комунізмом, внаслідок чого уряд двічі скасовував його паспорт, і він був ненадовго поміщений у в'язницю 1980 року, після маршу-протесту. На думку багатьох аналітиків, міжнародна репутація Туту і його підтримка ненасильства захищали його від жорсткіших покарань. Туту був жорстокий у своїй критиці насильницьких тактик деяких антиапартеїдних груп, таких як Африканський Національний Конгрес і засуджував тероризм і комунізм. Коли була висунута на обговорення нова конституція 1983 року для захисту режиму апартеїду, Туту допоміг сформувати Національний Форумний Комітет з боротьби зі змінами до конституції. Попри свою незгоду з апартеїдом, Туту розкритикували за «виборчим обуренням» через його пасивну позицію відносно зміни державного режиму в Лесото (1970—1986), де він викладав у 1970—1972 і був єпископом 1976—1978, у результаті якого спалахнула громадянська війна. Це погано контрастувало з мужньою позицією кліриків Євангелічної Церкви Лесото, яких убили солдати нового режиму. Після 1994 року його Комісію правди і примирення розкритикували за створення перешкод правосуддю проти злочинців.
1985 року Туту був призначений єпископом у Йоганнесбурзі. Після відставки архієпископа Філіпа Велсфорда Річмонда Рассела, 7 вересня його призначили архієпископом Кейптауна. 1986 року він став першим чорношкірим чоловіком, який очолив англіканську церкву в Південно-Африканській Республіці. З 1987 до 1997 року він був головою Всеафриканскої Конференції Церков. 1989 року був запрошений до Бірмінгему в рамках християнських загальноміських урочистостей. Туту і його дружина відвідали багато установ, зокрема школу ім. Нельсона Мандели в Спаркбруку.
Туту було розглянуто на пост архієпископа Кентерберійського 1990 року, однак Джордж Кері був призначений натомість. Туту відзначив, що він був радий, що його не обрали, оскільки він тужив би за Південною Африкою та був би нещасний так далеко від дому протягом критичного періоду в історії країни.
1990 року Туту разом з колишнім віцеканцлером Вестерн Кейпського університету професором Джейксом Гарвелом заснував Навчальний Фонд Десмонда Туту. Цей фонд було створено для фінансування програм розвитку у сфері вищої освіти та забезпечення створення потенціалу в сімнадцяти історично знедолених установ. Робота Туту як посередника з метою запобігання тотальної расової війни стала очевидною 1993 р. під час похорону Кріса Хані — лідера Південно-Африканської Комуністичної Партії. Туту змусив натовп в 120 000 осіб повторювати за ним: «Ми будемо вільними!», «Всі ми!», «Чорні з білими разом!» і закінчив свою промову словами:
 «Ми райдужні Божі люди! Ми незупинні! Ніхто не може зупинити нас на нашому шляху до перемоги! Ніхто, ніяка зброя, ніщо! Ніщо не зупинить нас, адже ми йдемо до свободи! Ми рухаємося до свободи, і ніхто не зможе зупинити нас, тому що з нами Бог!» 
1993 року він був головою Кейптаунського олімпійського заявочного комітету. 1994 року призначений головою Всесвітньої Кампанії проти військової та ядерної співпраці з Південною Африкою. 1995 року королева Єлизавета II призначила його капеланом і під-Святителем Преподобного Ордену Святого Іоанна і він став покровителем Американського Фонду «Harmony Child» і благодійної асоціації «Hospice» в Південно-Африканській Республіці.

## Роль Туту після апартеїду

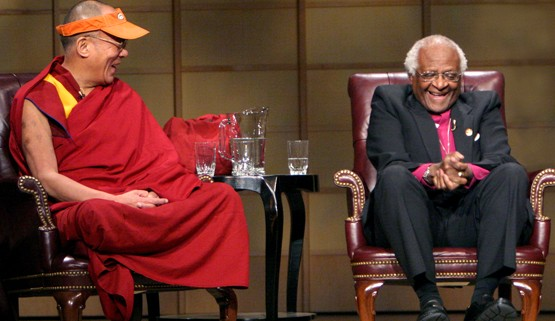
14ий Далай-лама та Архієпископ Десмонд Туту, лауреати Нобелівської премії миру.

Після падіння режиму апартеїду Туту очолив Комісію правди і примирення, став головою правозахисної організації «Старійшини». Він залишив посаду архієпископа Кейптауна 1996 року і став архієпископом-емеритом (Emeritus) Кейптауна (почесне звання, що є незвичайним в англіканській церкві). Його наступником став Нйонґонкулу Ндунґане. Коли Туту пішов у відставку 1996 року, Нельсон Мандела сказав:
 Його радість нашому різноманітті і його дух прощення є стільки ж частиною його неоціненного внеску нашому народу, скільки його пристрасть до справедливості і солідарність з незаможними. 
Туту приписують карбування терміна Веселкова нація як метафори для постапартеїдних часів у Південній Африці під керівництвом Африканського Національного Конгресу. Вираз відтоді вступив у суспільну свідомість як опис етнічної різноманітності в Південній Африці.
З моменту виходу на пенсію Туту почав працю як глобальний активіст з питань, що стосуються демократії, свободи і прав людини. 2006 року Туту започаткував глобальну кампанію, організовану всесвітньою правовою організацією «Plan», за те, щоб усі діти були зареєстровані при народженні, оскільки незареєстрована дитина офіційно не існує і є уразливою для торговців людьми та під час стихійних лих. Туту є покровителем всесвітнього благодійного фонду з освітнього поліпшення «Link Community Development».
Співпрацював з колегами-лауреатами Нобелівської премії миру на підтримку Аун Сан Су Чжі і Далай-лами. У березні 2009 року він приєднався до більш ніж 40 відомих людей і 10 000 людей, які підписали лист від TheCommunity.com закликаючи китайську владу припинити «вказувати на, звинувачувати і ображати» Далай-ламу, і звернувся до Верховного комісара ООН з прав людини з проханням відвідати і повідомити міжнародне співтовариство про Тибет.
У 2015 році зустрівся з Далай-ламою XIV у його резиденції у Дхарамсалі Індійського штату Хімачал-Прадеш.

### Роль у Південно-Африканській Республіці
Туту широко знаний як «совість» Південної Африки. Президент Мандела сказав, що він «іноді різкий, часто ніжний, ніколи небоязкий і рідко без гумору; голос Десмонда Туту завжди буде голосом для тих, у кого його не має». Після свого виходу на пенсію Туту почав оцінювати ефективність нового уряду ПАР. Туту засуджував корупцію, неефективність уряду Африканського Національного Конгресу в боротьбі з убогістю, і недавніх спалахів насильства на ґрунті ксенофобії в деяких селищах в Південній Африці.
Після десяти років свободи в Південній Африці Туту був   запрошений представити щорічну лекцію перед Фондом Нельсона Мандели. 23 листопада 2004 року Туту виступив із промовою «Подивіться на скелю, з якої вас витесали». Ця лекція, яка розкритикувала уряд Африканського Національного Конгресу, спричинила неймовірну кількість розбіжностей між Туту і Табо Мбекі, таким чином, поставивши під сумнів «право на критику».

#### Корупція
Туту уїдливо нападав на політичну еліту в Південно-Африканській Республіці, заявляв, що країна «сидить на пороховій бочці» через нездатність уряду перемогти убогість навіть через десять років після закінчення апартеїду. Туту також заявив, що спроби збільшити кількість чорної економічної власності допомагають тільки політичній меншині, а «низькопоклонство» усередині правлячої партії АНК є перешкодою демократії. Туту запитував: «Що таке розширення прав і можливостей для чорних, коли здається, краще стало не переважній більшості, а політичній еліті?»
Туту засудив політиків за те, що ті нерішучі в питанні про надання бідним урядових доходів у розмірі $16 в місяць, і сказав, що ідея повинна бути серйозно розглянута. Ця розбіжність часто призводила до конфліктів між Туту і членами кабінету міністрів, а також парламенту ПАР.